# وونغ تشين هونغ
وونغ تشين هونغ (بالصينية: 黃展鴻) (2 مارس 1982 بهونغ كونغ في الصين - ) هو لاعب كرة قدم صيني في مركز الدفاع. شارك مع منتخب هونغ كونغ لكرة القدم. أما مع النوادي، فقد لعب مع نادي جنوب الصين ونادي إيسترن سبورتس وهونغ كونغ بيغاسوس ‏ وهونغ كونغ رينجرز وFukien AC ‏ وDouble Flower FA ‏.

## روابط خارجية
- وونغ تشين هونغ على موقع قاعدة بيانات كرة القدم.إي يو (الإنجليزية)
- وونغ تشين هونغ على موقع ناشيونال فوتبول تيمز (الإنجليزية)
- وونغ تشين هونغ على موقع ناشيونال فوتبول تيمز (الإنجليزية)
- وونغ تشين هونغ على موقع Soccerway.com (الإنجليزية)